# La cliente
La cliente (En plein cœur) è un film del 1998 diretto da Pierre Jolivet.
Il soggetto è tratto dal romanzo In caso di disgrazia (En cas de malheur) del 1955 di Georges Simenon dal quale venne tratta la pellicola La ragazza del peccato del 1958 diretta da Claude Autant-Lara.

## Trama
A Parigi Cecile e Samira, a corto di denaro, decidono di passare dai furti nei guardaroba delle feste alle quali si imbucavano, ad una rapina. Armate di una pistola giocattolo, individuano un piccolo alimentari gestito da un anziano asiatico, ma per propria imperizia e per la risposta vigorosa della loro vittima, falliscono miseramente venendo messe in fuga. Cecile, più agile, riesce a fuggire mentre Samira viene catturata dalla polizia.
Nonostante si fidi ciecamente dell'amica che non la denuncerà mai, Cecile sa che dovrà presto difendersi perché facilmente riconducibile alla ragazza arrestata.
Avendo rubato pochi giorni prima un portafogli di un avvocato della Parigi che conta, Michel Farnese, sicura anche della propria avvenenza, Cecile si veste in maniera elegante e riesce ad avere un colloquio con il legale, pur senza appuntamento.
L'avvocato, che non è un penalista, sente le ragioni della ragazza, e poi la indirizza da un collega. Lei insiste in maniera sfrontata e, dopo aver restituito il portafogli e aver sottolineato il suo stato di indigenza, ottiene di essere difesa gratuitamente dall'uomo.
Colleghi e collaboratori sono molto perplessi per la scelta di Farnese, che presto immaginano tutti nasconda una relazione con la bella ragazza, cui non sembra potere essere accomunato da altro, tanto è distante in tutto.
Alla stessa conclusione giunge anche la moglie cui il marito assicura non esserci alcunché con questa strana cliente.
Il grande impegno profuso da Farnese e la sua indubbia abilità, uniti al silenzio dell'amica Samira, permettono di scagionare Cecile.
Farnese, effettivamente attratto dalla ragazza, cede quindi alla tentazione e si unisce carnalmente alla cliente che si concede con animo grato.
Tornato a casa, fa per confessare il tradimento alla moglie che però lo anticipa, avendo capito tutto, e lo caccia di casa. L'avvocato, che ha letteralmente perso la testa per la ragazza, instaura così una relazione con la stessa, noncurante del fatto che lei abbia già un ragazzo, Vincent, barista dedito anche allo spaccio di droga. Per altro è proprio per la testimonianza falsa del ragazzo che lei non è stata incolpata, tanto che Martorel, che non ci vede chiaro, fa leva proprio sulla gelosia di Vincent per far luce sulle eventuali responsabilità di Farnese che potrebbe essere radiato dall'albo.
Martorel crede anche che il risentimento della moglie Viviane possa aiutarlo a incastrare l'avvocato ma, sorprendentemente, nonostante il tradimento, la donna difende strenuamente il marito salvandolo dalla rovina professionale.
Cecile, rimasta incinta, sceglie Michel e rivede Vincent solo per dirgli addio. Vincent non lo accetta e accoltella Michel sotto gli occhi di Cecile con cui poi si dà alla fuga. Ma lei non ci sta e lo lascia per poi scappare con un'amica fuori dalla Francia.
Michel, che non ha denunciato Vincent, si riprende ed è grato verso Viviane che riavvicina. Non sa più niente di Cecile né del figlio e vorrebbe tornare dalla moglie che però prende tempo per riflettere.

## Produzione
Il film non vuole essere un remake de La ragazza del peccato, con i grandi Jean Gabin e Brigitte Bardot, tratto dallo stesso romanzo di Simenon, ma un nuovo adattamento di questo con approfondimento dei rapporti amorosi che lì sono descritti.

## Riconoscimenti
- 1999 - Premio César
  - Candidatura per la migliore promessa maschile a Guillaume Canet